# Milly-Lamartine
Milly es un pueblo francés del departamento de Saona y Loira, perteneciente al distrito de Mâcon en Francia. En él se conserva la casa que perteneció a Alphonse de Lamartine y a la que dedicó el poema La tierra natal.

## Demografía
| 135 | 165 | 188 | 206 | 273 | 305 |
| Para los censos de 1962 a 1999 la población legal corresponde a la población sin duplicidades (Fuente: INSEE [Consultar]) |     |     |     |     |     |